# S’ym
S’ym egy kitalált szereplő, démon a Marvel Comics képregényeiben. Első megjelenése az Uncanny X-Men 160. számában volt 1982 augusztusában. A szereplőt Chris Claremont  író és Brent Anderson rajzoló alkotta meg.

## Története
S’ym a Limbó nevű démoni zsebdimenzió uralkodójának, Balescónak volt egyik nagy hatalmú alattvalója. Miután Belasco elrabolta Iljana Raszputyint, hogy mint tanítványát és utódját felnevelje, S’ym fenyegetést látott a lányban és ezért megpróbálta megölni a kislányt. Az N’astirh nevű démonmágus azonban megakadályozta, mivel ő lehetőséget látott a lányban, hogy később a segítségével magához ragadhassa a hatalmat. Az X-Men csapata megpróbálta kiszabadítani a lányt a démoni dimenzióból, ahol már S’ym egyszer végzett Iljana bátyjának, Kolosszusnak egy másik párhuzamos világból származó énjével. Ez alkalommal azonban S’ym alul maradt a küzdelemben Kolosszussal és Rozsomákkal szemben. Az X-ek visszatértek a Földre és megpróbálták Iljanát is áthúzni magukkal a dimenzióközi átjárón. Ez sikerült is nekik, de mivel a Földön és a Limbón az idő egészen másképpen telik, Iljana ez alatt hét évet töltött el a Limbóban Balesco tanítványaként. S’ym többször bántalmazta a lányt ott tartózkodása alatt, de végül Iljana ereje túl nagy lett és legyőzte S’ymet és Belascot, majd átvette a hatalmat a Limbó felett.
S’ym többször is megpróbált fellázadni Iljana ellen, de mindannyiszor alulmaradt a küzdelemben. S’ym végül szövetséget kötött egy techno-organikus földönkívülivel, a Mágussal, aki megfertőzte őt a technarchi átváltoztató vírussal, melynek hatására S’ym szintén techno-organikus lénnyé vált és nagyfokú ellenállást szerzett Iljana mágiájával szemben.
S’ym újabb trónfosztási kísérletén Iljana csak bátyja, Kolosszus segítségével tudott úrrá lenni.
Hogy megdöntse Iljana uralmát, S’ym végül rövid életű szövetséget kötött N’astirhal. Tervük fontos részét képezte az X-Men egyik tiszteletbeli tagjának Madelyne Pryornak a megrontása és a saját oldalukra állítása. Ezt S’ym kezdte el, mikor egy álomban felkereste Madelynét. Ezután S’ym megszerezte az azóta Varázs néven ismert Iljana Lélekkardját és rátámadt a lányra és Új Mutáns társaira. Eközben N’astirh a Földön készítette elő az inváziót, az „Infernót” New York és az emberi világ ellen. A két démon terve szerint Varázs visszaszerezte Lélekkardját S’ymtől és hogy megmentse társait, megnyitotta az átjárót a Limbó és a Föld között, amit azonban nem tudott bezárni, így a démonok szabadon átjárhattak a két dimenzió között. S’ym ezután felbontotta szövetségét N’astirhal, és megpróbálta megölni riválisát, úgy, hogy megfertőzte őt a technarchi átváltoztató vírussal, hogy elszívja annak életerejét. Azonban N’astirh ereje túl nagyra nőtt és a vírus nemhogy legyengítette volna, még erősebb lett tőle és könnyen legyőzte S’ymet. S’ym ezután bosszúból megpróbált végezni Varázzsal, aki azonban a Lélekkardot felhasználva visszarepítette S’ymet és a démonok nagy részét a Limbóba, majd lezárta a kaput a két világ között.
Visszatérve a Limbóba, rivális nélkül S’ym kezébe került a hatalom és újabb tervet dolgozott ki a Föld és a Limbó egybeolvasztására melyhez a Minden Világ Nexusát akarta felhasználni. Belasco D’spayre segítségével szerette volna megrontani a korábbi Koboldkirálynő fiát, Kábelt, de nem járt sikerrel. Ennek ellenére Belasco akarata szerint Kábel legyőzte S’ymet és ezzel megakadályozta az újabb démoni inváziót. Az események után Balesco újra magához ragadta a hatalmat a Limbóban és S’ym ismét a szolgálatába állt. Miután Árnyék barátnője, Amanda Sefton letaszította Balesco a trónjáról S’ym szövetséget kötött az egy titokzatos mágikus entitással, amit mindenki csak „ellenségnek” nevezett. S’ym egy Bleys herceg nevű démonnak álcázva magát meggyőzte Seftont, hogy egyesítse a pokol széttagolt és széthúzó birodalmait, hogy így küzdjenek az „ellenség” ellen. Árnyék azonban leleplezte S’ymet aki elmondta, hogy a birodalmak egyesítésével az „ellenségnek” könnyebb dolga van, hiszen csak egyetlen célpontot kell megtámadnia. S’ym a biztos győzelem tudatában elhagyta a csata helyszínét. Az egyesített birodalmaknak azonban sikerült legyőzniük az „ellenséget”, így S’ym nem érte el a célját és Limbó uralkodója továbbra is Sefton maradt.
S’ym újra Balesco szolgálatába állt, és a Balesco vezette lázadás során Seftont elüldözték a Limbóból. Belasco és S’ym ezután megtámadta az Új X-Men csapatát Xavier professzor Tehetséggondozó Iskolájában.

## Képességei
S’ym főképpen fizikai erejével és intelligenciájával tűnik ki Limbó démonai közül. A technarchi átváltoztató vírussal való megfertőződése után alakváltó képességekre is szert tett. A vírus hatására egyetlen megmaradt sejtjéből és képes újraalkotni testét. Érintés útján képes terjeszteni a vírust, és a fertőzöttekből elszívni az életenergiát.

## Más változatai
A „Mi lett volna ha az X-Men elveszti az Infernót?” című történetben, a 89112-es Földön, S’ym megszerezte a Lélekkardot és a Koboldkirálynővel legyilkolták az X-eket. Mikor később az utolsó megmaradt ellenálló szuperhősökre támadt, egyik szövetségese, Mordo elpusztította őt, hogy megszerezze tőle a Lélekkardot. S’ym utolsó erejét felhasználva megszállta a halott Rozsomák csontjait és megölte a Koboldkirálynőt, aki szintén elárulta őt. S’ymmel véglegesen a Főnix végzett, aki erejével elporlasztotta Rozsomák adamantiummal borított csontjait.

## Tények és érdekességek
S’ym igen hasonlít a Dave Sim Cerebus nevű szereplőjére. S’ym, akárcsak Cerebrus, mindig harmadik személyben beszél magáról. Megjelenésükben annyi a különbség, hogy S’ym nagyobb, izmosabb és homlokán egy szarvat visel. Emellett S’ym nevének kiejtése megegyezik Cerebrus alkotójának vezetéknevével.